# Sérgio Lucena Mendes
Sérgio Lucena Mendes (Vitória, 30 de setembro de 1960) é um biólogo com especialização em primatologia, pesquisador e professor brasileiro. É o atual diretor do Instituto Nacional da Mata Atlântica (INMA).

## Biografia

### Primeiras anos e formação acadêmica
Filho de Sergero Mendes e Laurene Lucena Mendes, Sérgio nasceu no ano de 1960, em Vitória, capital do estado do Espírito Santo.
Lucena graduou-se no curso de Biologia pela Universidade Federal do Espírito Santo (UFES), no ano de 1982. Posteriormente, realizou especialização em primatologia pela mesma universidade em 1984. Em 1985, realizou seu mestrado pela Universidade de Brasília (UnB), com dissertação intitulada Uso do Espaço, Padrões de Atividades Diárias e Comportamento Social de Alouatta fusca (Primates, Cebidae) na Estação Biológica de Caratinga, MG, sob orientação de Cleber José Rodrigues Alho.
No ano de 1997, defendeu sua tese em Campinas, onde realizou seu doutorado pela Universidade Estadual de Campinas (Unicamp), na área de Ecologia sob orientação do pesquisador francês Jacques Veilliard com o trabalho Padrões Biogeográficos e Vocais em Callithrix (Primates, Callitrichidae) do Grupo Jacchus. No ano de 2006, realizou um pós-doutoramento na área de ecologia pela Universidade de Wisconsin–Madison, nos Estados Unidos.

### Atuação
Mendes trabalhou como pesquisador entre os anos de 1987 e 2000 além de ter sido presidente do Conselho Científico e Diretor do Museu de Biologia Prof. Mello Leitão (MBML), organizados pelo Instituto do Patrimônio Histórico e Artístico Nacional (IPHAN) e pelo Ministério da Cultura (MinC) entre 1995 e 2000.
Desde o ano de 2000, atua como professor do Departamento de Ciências Biológicas da UFES. Atualmente, é professor titular da universidade atuando com o ensino, pesquisa e extensão, atuando na graduação e na pós-graduação. Atuou como coordenador do Programa de Pós-Graduação de Ciências Biológicas, em Biologia Animal, entre 2013 e 2016. Entre suas principais áreas de interesse, possui experiência na área de ecologia, com ênfase em biologia da conservação da Mata Atlântica, atuando principalmente nos seguintes temas: conservação de mamíferos; mastozoologia histórica; ecologia e conservação de primatas; e biodiversidade e saúde.
Exerceu o cargo de presidente e atualmente é membro do Conselho Deliberativo do Instituto de Pesquisas da Mata Atlântica (IPEMA). Coordena projeto de extensão chamado Ciência Cidadã abordando espécies ameaçadas da Mata Atlântica e a rede de pesquisa Fundação de Amparo à Pesquisa do Estado de São Paulo (FAPESP), Fundação Carlos Chagas Filho de Amparo à Pesquisa do Estado do Rio de Janeiro (FAPERJ) e Vale sobre conservação de mamíferos ameaçados de extinção na Mata Atlântica dos estados do Espírito Santo e Rio de Janeiro.
No ano de 2017, foi nomeado diretor do Instituto Nacional da Mata Atlântica por meio do Diário Oficial da União (DOU) em decreto do então Ministro da Ciência e Tecnologia, Gilberto Kassab (PSD). No mesmo ano, foi agraciado com o prêmio Faz a Diferença na categoria Ciência e Saúde organizado pelo jornal carioca O Globo. Em cerimônia realizada no Copacabana Palace, no Rio de Janeiro, e desabafou sobre a desinformação em torno da febre amarela ao esclarecer que os macacos não são transmissores, mas vítimas do surto de febre amarela, e que alertam o homem do avanço da doença. Apesar da espécie servir de termômetro da situação da doença, muitas pessoas passaram a atacar com violência macacos.
Em 2019, foi um dos vencedores do Prêmio Dom Luís, honraria concedido pelo Governo do Estado do Espírito Santo para pessoas que atuam pela justiça social, pelo respeito aos direitos humanos e pelo cuidado com o meio ambiente.

## Livros
Atuou como coautor, com Mariana Petri da Silva, Mariana Zanotti Tavares e Karen Strier do livro O Muriqui - Símbolo da Mata Atlântica, editado pelo Instituto de Pesquisas da Mata Atlântica, lançado em 2010.